# Invasão britânica de Java

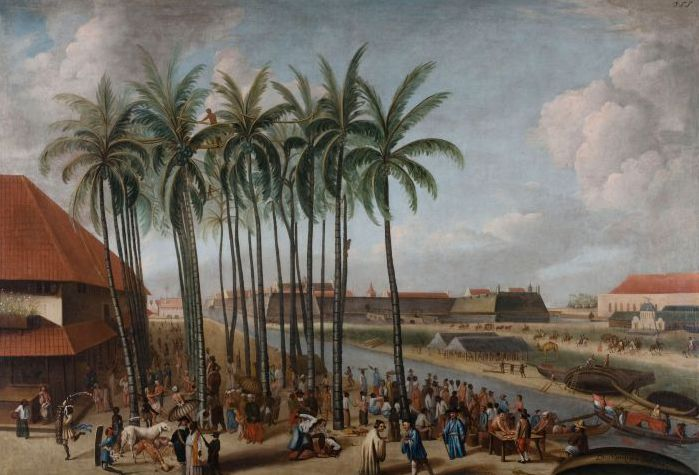
Gravura de Batávia, capital das Índias Orientais Holandesas, com a cidadela ao fundo

A invasão britânica de Java ou guerra anglo-holandesa de Java foi uma operação militar anfíbia vitoriosa do Reino Unido com o objetivo de tomar a ilha de Java, então parte das Índias Orientais Holandesas, que ocorreu em agosto e setembro de 1811 no decurso das Guerras Napoleónicas.
Java era uma colónia da República dos Países Baixos e permaneceu sob o controlo holandês ao ao longo as guerras revolucionárias francesas e Guerras Napoleónicas, durante as quais os franceses invadiram a república e estabeleceram a República Batava em 1795, a que se seguiu o Reino da Holanda em 1806, o qual foi formalmente anexado ao Primeiro Império Francês em 1810, o que fez com que Java passasse a ser formalmente uma colónia francesa, apesar da sua administração e defesa continuar a ser assegurada principalmente por holandeses.
Depois da queda das colónias francesas nas Índias Orientais em 1809 e 1810 e da campanha vitoriosa britânica contra as possessões francesas nas ilhas Mascarenhas entre 1809 e 1811, a atenção dos britânicos virou-se para as Índias Orientais Holandesas. Foi enviada uma expedição a partir da Índia em abril de 1811, ao mesmo tempo que uma pequena esquadra de fragatas foi encarregada de patrulhar as costas de Java, apresando navios e lançando fazendo assaltos anfíbios contra alvos vulneráveis.
As tropas desembarcaram a 4 de agosto e em 8 de agosto a cidade sem defesas de Batávia, capital das Índias Orientais Holandesas, capitulou. Os defensores retiraram para uma posição previamente fortificada, o Forte Cornelis (no que é hoje Jatinegara, um subúrbio de Jacarta), que foi cercado pelos britânicos e tomado na manhã de 26 de agosto. Os defensores que lograram escapar, uma mistura de tropas regulares holandesas e francesas com milícias nativas, retirou, sendo perseguida pelos britânicos. Uma série de assaltos anfíbios capturaram a maior parte dos redutos restantes e a cidade de Salatiga, em Java Central, rendeu-se a 16 de setembro. A ilha capitulou oficialmente a 18 de setembro e permaneceu sob controlo britânico durante o resto das Guerras Napoleónicas, tendo sido restituída aos holandeses nos termos do Tratado Anglo-Holandês de 1814.